# 姆貢山
姆貢山是摩洛哥的山峰，位於該國東北部德拉-塔菲拉勒特大區，處於首都拉巴特以南280公里，屬於阿特拉斯山脈的一部分，海拔高度4,071米，受地中海氣候影響。

## 圖片

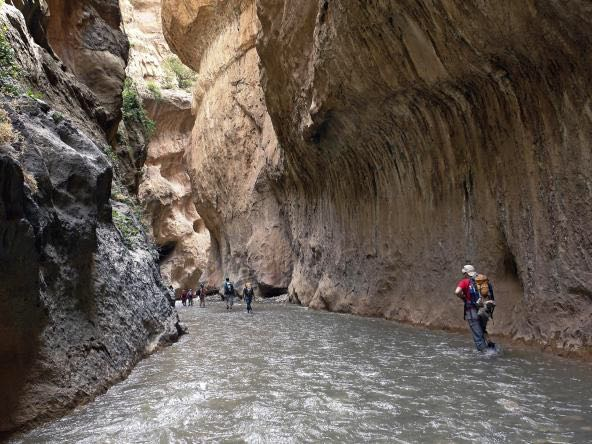
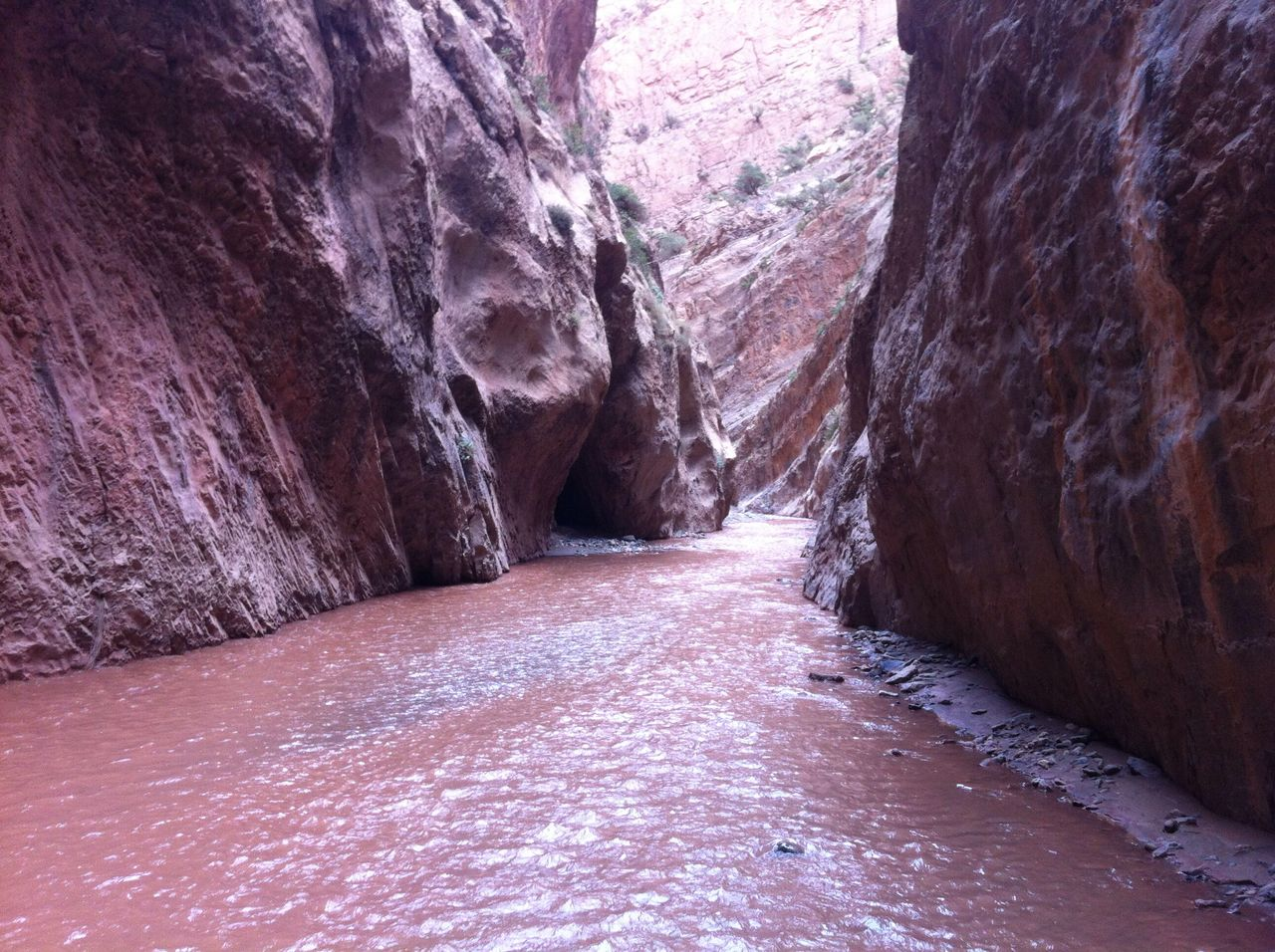